# Metriopelma drymusetes
Metriopelma drymusetes är en spindelart som beskrevs av Valerio 1982. Metriopelma drymusetes ingår i släktet Metriopelma och familjen fågelspindlar.
Artens utbredningsområde är Costa Rica. Inga underarter finns listade i Catalogue of Life.